# 托爾霍維察 (霍羅登卡市鎮)
48°35′44″N 25°26′20″E / 48.59556°N 25.43889°E

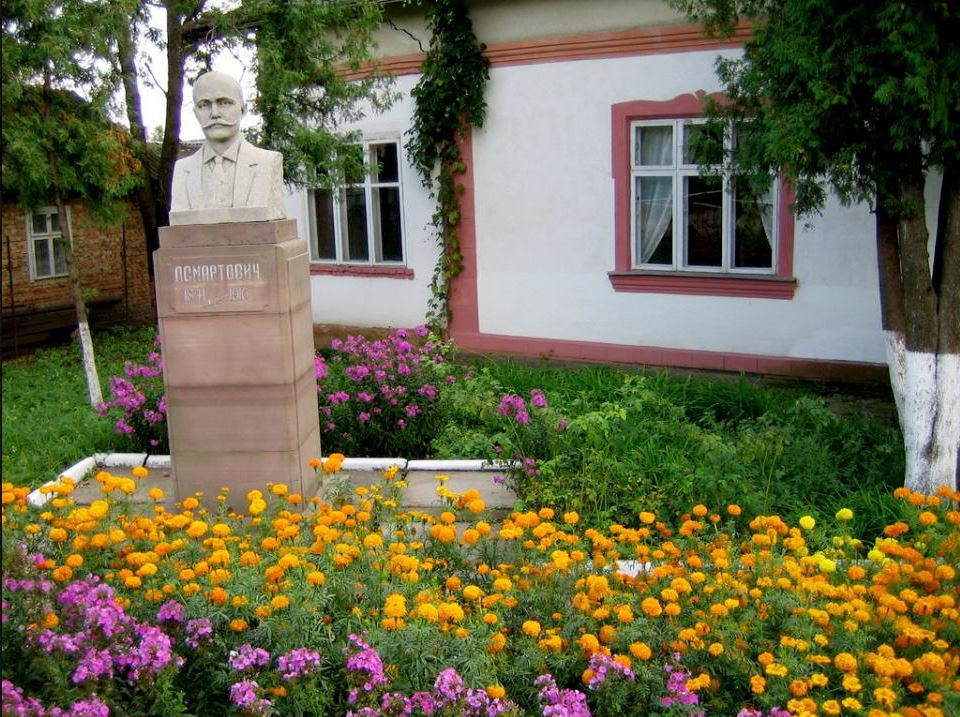

托爾霍維察（羅馬化：Torhovytsia）是烏克蘭的村落，位於該國西部伊萬諾-弗蘭科夫斯克州，由科洛梅亚区負責管轄，始建於1410年，面積48.23平方公里，2001年人口2,124，人口密度每平方公里85人。